# Reforma liturgiczna patriarchy Nikona

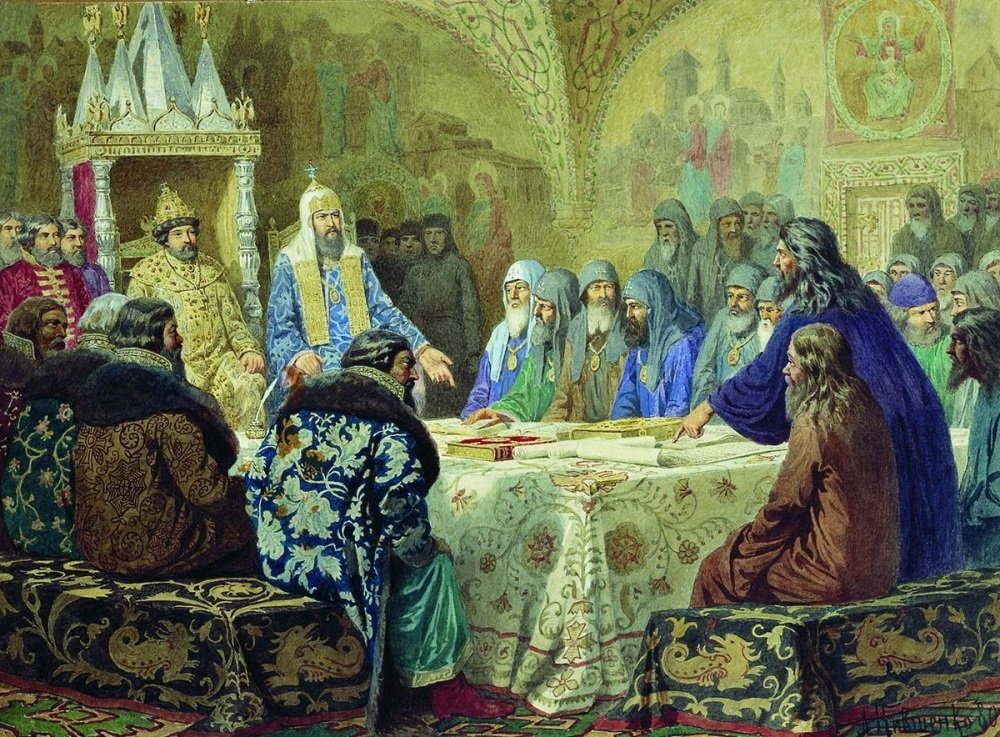
Patriarcha Nikon przedstawia poprawione księgi liturgiczne, obraz Aleksieja Kiwszenki

Reforma liturgiczna patriarchy Nikona – szereg zmian wprowadzonych do praktyki liturgicznej Rosyjskiego Kościoła Prawosławnego w latach 1654–1657, z inicjatywy patriarchy Nikona. Ich celem było usunięcie zniekształceń i naleciałości w tekstach modlitw i w obrzędach, powstałych w toku wielowiekowego przepisywania ręcznego ksiąg cerkiewnych, w rezultacie których liturgia Rosyjskiego Kościoła Prawosławnego zaczęła odróżniać się od oryginalnej bizantyńskiej. Reforma została przeprowadzona w oparciu o analizę tekstów liturgicznych greckich sprowadzonych z Athosu i starożytnych patriarchatów prawosławnych. Jej kolejne etapy sankcjonowały sobory biskupów. Całość zmian wywołała jednak sprzeciw znacznej części niższego duchowieństwa i wiernych rosyjskich, dla których wszelka ingerencja w tradycyjne obrzędy była niedopuszczalna.
Zniechęcony nieoczekiwanym oporem wobec reformy i skonfliktowany z carem Aleksym I, patriarcha Nikon w 1657 r. zaprzestał inicjowania dalszych zmian, zaś w roku następnym całkowicie wycofał się z życia publicznego. Sobór zwołany w 1666 z inicjatywy cara, z udziałem hierarchów patriarchatów starożytnych oraz duchowieństwa rosyjskiego, ogłosił usunięcie go z urzędu, potwierdził jednak kanoniczność wprowadzonych reform liturgicznych. Ich przeciwnicy (staroobrzędowcy) zostali obłożeni klątwą kościelną.

## Tło wydarzeń
Jeszcze w czasach sprawowania urzędu patriarchy moskiewskiego i całej Rusi przez Filareta podjęto pierwsze działania na rzecz przeglądu i korekty używanych na Rusi ksiąg liturgicznych. Miały one na celu usunięcie z nich błędów powstałych w toku kilkuwiekowego ręcznego przepisywania tekstów. Prace te kontynuował następca Filareta Joazaf, sprowadzając do Moskwy najstarsze zachowane egzemplarze ksiąg liturgicznych i nakazując najlepiej wykształconym mnichom ustalanie prawidłowego brzmienia modlitw w oparciu o nie.
W czasie sprawowania urzędu przez patriarchę Józefa swoją działalność rozpoczęła grupa krzewicieli dawnej pobożności – grupa duchownych i świeckich opowiadających się za odnową życia religijnego mieszkańców Moskwy, walką o rzeczywistą realizację etyki prawosławnej w życiu codziennym oraz przeciwstawienie się upadkowi obyczajów wśród duchowieństwa. Głównymi ideologami krzewienia dawnej pobożności byli bojar Fiodor Rtiszczew oraz protopopi Iwan Nieronow i Stiefan Wonifatiew. Z grupą tą związany był również archimandryta Monasteru Nowospasskiego Nikon. W intencji reformatorów jedynie odnowiony Rosyjski Kościół Prawosławny byłby godny miana Trzeciego Rzymu i światowego centrum prawdziwego chrześcijaństwa. O ile patriarcha Józef niechętnie odnosił się do krzewicieli dawnej pobożności, zyskali oni poparcie cara Aleksego I. Dzięki jego protekcji archimandryta Nikon został w 1649 metropolitą nowogrodzkim. W tym samym roku do Moskwy przybył patriarcha jerozolimski Paisjusz. W czasie pobytu hierarchy w Rosji odbył on z Wonifatiewem rozmowę, w której surowo skrytykował istnienie różnic obrzędowych między Kościołami prawosławnymi tradycji greckiej a Kościołem rosyjskim. Nikt z obecnych rosyjskich kapłanów nie był w stanie polemizować z jego poglądami. W rezultacie przyjazd Paisjusza i jego pobyt w Moskwie skłonił grupę Rtiszczewa, Wonifatiewa i Nieronowa do zintensyfikowania agitacji na rzecz przeprowadzenia gruntownej reformy wewnętrznej Rosyjskiego Kościoła Prawosławnego, w tym zmian obrzędowych.

## Reformy

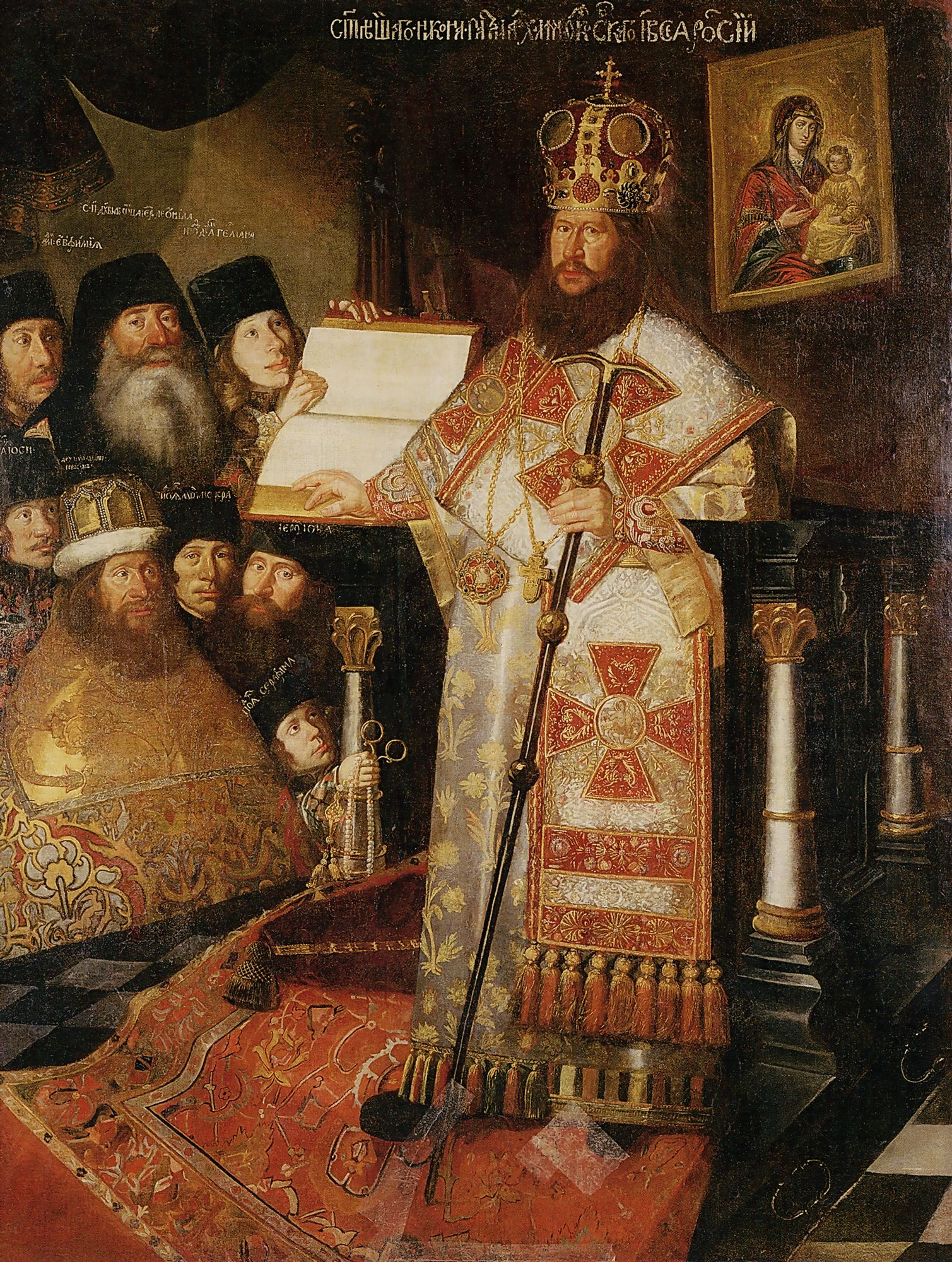
Nikon z mnichami Nowego Jeruzalem, portret patriarchy wykonany najprawdopodobniej za jego życia

W 1652 metropolita nowogrodzki Nikon objął po śmierci Józefa urząd patriarchy moskiewskiego i całej Rusi, po czym natychmiast energicznie przystąpił do wdrażania programu korekt ruskich ksiąg liturgicznych. W 1654 rozesłał do przełożonych monasterów pismo, w którym zawarł pouczenie na temat prawidłowej techniki wykonywania pokłonów. Nie wywołało ono polemiki wśród adresatów, ani też w społeczeństwie. W tym samym czasie patriarcha w swoich wystąpieniach publicznych zaczął poruszać problem błędnego wykonywania znaku krzyża przez wiernych. Również w 1654 sobór Rosyjskiego Kościoła Prawosławnego, pod jego przewodnictwem, zatwierdził druk poprawionych ksiąg liturgicznych opracowanych według wzorców greckich. Poprawki do ksiąg zostały wprowadzone na podstawie informacji uzyskanych przez mnicha monasteru Troicko-Siergijewskiego Arseniusza (Suchanowa) w metropolii kijowskiej, na górze Athos oraz u patriarchy jerozolimskiego Paisjusza. Do Rosji sprowadzono łącznie pięćset egzemplarzy różnych modlitw ze zbiorów wspólnot Athosu oraz patriarchatów starożytnych, dalsze księgi nadsyłali patriarchowie Aleksandrii i Antiochii. Dzięki szerszemu wprowadzeniu do Rosji wynalazku druku możliwy był druk poprawionych ksiąg w większych niż do tej pory nakładach: poprawiony Służebnik w ciągu trzech kolejnych lat został rozpowszechniony w ponad siedmiu tysiącach egzemplarzy.
Najważniejszymi zmianami wprowadzonymi w toku reform były: obowiązek wykonywania znaku krzyża trzema palcami zamiast dwóch, trzykrotny śpiew Alleluja w miejsce dwukrotnego, zmiana pisowni imienia Jezus z Isus (Ісус) na Iisus (Іисус), nakaz przemieszczania się procesji cerkiewnych "przeciw słońcu", nie zaś zgodnie z pozornym ruchem słońca, oczyszczenie tekstów modlitw ze słów dodanych lub zniekształconych w toku wielokrotnie przepisywania ksiąg. W szczególności poprawiono zniekształcone fragmenty wyznania wiary, gdzie formuła i Królestwu jego nie będzie końca (cs. jegoże Carstwiju nie budiet końca) zastąpiła powstałą na Rusi Królestwo jego nie ma końca, zaś Ducha Świętego określono jedynie epitetem Życiodajny (cs. Żywotworiaszczyj) zamiast zniekształconego Prawdziwy i Życiodajny.
Zmiany te sankcjonowały kolejne sobory biskupów zwoływane przez Nikona:
- 25–31 marca 1655 sobór dokonał przeglądu ksiąg przywieziony do Moskwy przez Arseniusza (Suchanowa), porównał je z księgami słowiańskimi, omówił podstawowe założenia reformy liturgicznej,
- 16 grudnia 1655 – ustalił, że jedynie przeddzień święta Jordanu jest dniem, w którym można dokonywać święcenia wody,
- 24 lutego 1656 – obłożył klątwą kościelną osoby wykonujące znak krzyża dwoma palcami; w soborze tym brali udział patriarchowie: antiocheński Makary III i serbski Gabriel I,
- 23 kwietnia 1656 – 2 czerwca 1656 – potwierdził klątwę nałożoną przez poprzedni sobór, omówił zagadnienia związane z wydaniem księgi Skriżal (Tablica)[b] i ocenił jej tłumaczenia z języka greckiego, cofnął nakaz powtórnego chrztu konwertytów z katolicyzmu (wprowadzony w Cerkwi rosyjskiej przez patriarchę Filareta),
- październik 1657 – postanowił podjąć prace nad wydaniem nowego Triebnika, którego treść byłaby ustalona poprzez porównywanie ksiąg ruskich i greckich[12].

Odrębne próby reform Nikon inicjował w sferze sztuki sakralnej, promując typowo grecki styl budownictwa, krytykując ruskie tradycje w tym zakresie (cebulaste kopuły, dachy namiotowe).
Zdaniem Łobaczewa reforma tekstów liturgicznych została przeprowadzona w zbyt szybkim tempie i w oparciu o zbyt wąski i stosunkowo nowy materiał źródłowy pochodzenia greckiego. Jako jedno ze źródeł dla Służebnika wydanego w 1655 wykorzystany został grecki euchologion wydany w 1602 w Wenecji. Wywołało to oskarżenia o przeprowadzanie reform w sposób pobieżny i w oparciu o teksty "skażone" wpływami zachodnimi. Zarzuty tego typu pojawiły się jednak dopiero w kolejnej dekadzie. Pierwsze polemiki związane z reformą nie przybrały masowego charakteru. W 1657 nowe księgi liturgiczne odrzucili mnisi Monasteru Sołowieckiego. Równocześnie do soboru w latach 1666-1667 zdarzały się przypadki, gdy hierarchia cerkiewna zgadzała się na posługiwanie się rytem sprzed reformy: w 1664 metropolita nowogrodzki Pitirim, wyświęcając trzynastu mnichów Monasteru Sołowieckiego na diakonów lub kapłanów, na ich prośbę przeprowadził obrzęd z użyciem ksiąg liturgicznych sprzed reformy.
Łobaczew uważa, iż istnieją podstawy, by twierdzić, wbrew ocenom wielu późniejszych autorów, że Nikon nie uważał reformy cerkiewnej za najważniejsze zadanie jako patriarchy. Według tego autora hierarcha dążył przede wszystkim do wzmocnienia pozycji duchowieństwa w społeczeństwie i podniesienia prestiżu prawosławia.

## Skutki reform

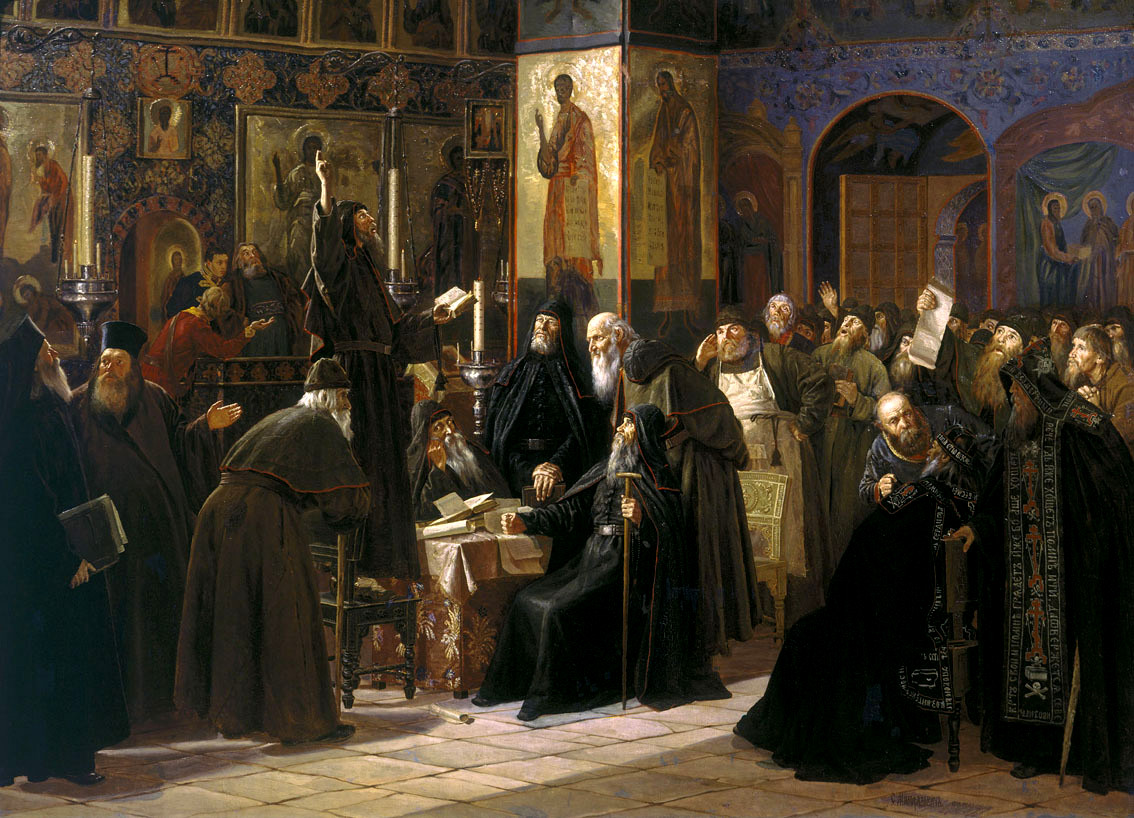
Czarny sobór, obraz Siergieja Miłoradowicza, przedstawiający mnichów Monasteru Sołowieckiego odrzucających reformę Nikona

Sprzeciwienie się reformie przez znaczną część duchowieństwa i wiernych większość historyków uzasadnia obyczajowym konserwatyzmem społeczeństwa rosyjskiego, dla którego autentyczność wiary prawosławnej zawierała się przede wszystkim w drobiazgowym przestrzeganiu typowych dla niej obyczajów liturgicznych. Ponadto wśród rosyjskich prawosławnych żywotne było przekonanie, iż "czystość wiary" w Kościołach prawosławnych tradycji greckiej nie była pełna, czego dowodem miał być upadek Konstantynopola. Stąd czerpanie wzorców dla reformy z ksiąg greckich miało oznaczać wprowadzanie błędnych innowacji do czystej wiary, jaka miała przetrwać na Rusi. Przywiązanie do obrządku wśród prostych wiernych i duchownych parafialnych podkreśla także Billington. Ta nieoczekiwana opozycja, w której szeregach znaleźli się także niektórzy dawni współpracownicy Nikona z koła krzewicieli dawnej pobożności, sprawiła, że patriarcha stracił początkowy entuzjazm dla przeprowadzania reform liturgicznych i skupił się na innym zagadnieniu – uczynieniu Moskwy centrum światowego prawosławia oraz wzmocnieniu pozycji Kościoła w stosunku do władzy świeckiej. W 1658 Nikon, skłócony z carem Aleksym I, porzucił pełnienie obowiązków patriarchy i zamieszkał w zbudowanym przez siebie monasterze Nowe Jeruzalem. Tytularnie pozostawał jednak zwierzchnikiem Rosyjskiego Kościoła Prawosławnego.
Pragnąc ostatecznie usunąć Nikona z urzędu patriarszego, Aleksy I doprowadził do zwołania w 1666 soboru z udziałem patriarchów jerozolimskiego Paisjusza i aleksandryjskiego Makarego III. Sobór przeprowadził sąd nad Nikonem i nie tylko pozbawił go godności patriarszej, ale i odebrał wszystkie godności kościelne (oprócz statusu mnicha) i zesłał do Monasteru Terapontowskiego. Równocześnie sobór (już w 1667) uznał przeważającą część wprowadzonych przez Nikona modyfikacji za słuszne i obłożył anatemą czołowych przeciwników wprowadzonych przez niego zmian. 13 maja 1667 sobór ogłosił stare obrzędy herezją. Rosyjski Kościół Prawosławny nie tylko stwierdził, że wszyscy zwolennicy liturgii sprzed reform podlegają anatemie, ale i polecił przekazywać ich sądom świeckim, zgadzając się tym samym na ich prześladowania przez władze świeckie, czy wręcz zachęcając do nich. Oznaczało to początek otwartego konfliktu między zwolennikami i przeciwnikami reform (rozłamu, cs. raskoł), który Billington porównuje do wojny bratobójczej.

## Oceny
W historiografii radzieckiej badacze poruszający problem reform Nikona zajmowali się nim niemal wyłącznie w aspekcie społecznym. Unifikacja obrzędów cerkiewnych była postrzegana jako jedno z działań klas rządzących mających na celu całkowitą centralizację państwa. Inni badacze twierdzili, iż rządzący Rosją traktowali ujednolicenie obrzędów Rosyjskiego Kościoła Prawosławnego z tymi obowiązującymi w Patriarchacie Konstantynopolitańskim i podległych mu strukturach w celu ułatwienia w przyszłości aneksji Ukrainy (metropolii kijowskiej) i Białorusi. W ocenie Zbigniewa Wójcika reforma Nikona miała na celu przede wszystkim wzmocnienie pozycji Kościoła w państwie i przeciwstawienie się centralizacyjnym dążeniom cara, których częścią było podporządkowanie Cerkwi władzy świeckiej. Jerzy Ochmański twierdził, iż car poparł reformę Nikona, gdyż miała ona podnieść autorytet caratu i ułatwić Aleksemu I realizację jego planów wyzwolenia spod okupacji tureckiej prawosławnych narodów bałkańskich. A. Bogdanow wyraził podobny pogląd: jego zdaniem ambicje Aleksego I w zupełności pokrywały się z planami Nikona, który uważał, że obowiązkiem Moskwy, jako kontynuatorki dzieła Rzymu i Konstantynopola, jest zjednoczenie wszystkich prawosławnych chrześcijan w jednym państwie. Unifikacja obrzędów była jednym z kroków na drodze do realizacji tego celu.